# La Serra de Mateu
La Serra de Mateu és un indret amb camps de conreu del municipi de Conca de Dalt, antigament del de Toralla i Serradell. És al límit dels àmbits dels pobles de Rivert i Torallola.
És a l'extrem de ponent de la Serra de Ramonic, on enllaça amb la Serra de Sant Salvador. És al sud-oest d'Escauberes, Escanemàs i Baldoses, a llevant de les Costes del Serrat i al nord de lo Solà. Pel seu extrem meridional discorren el Camí del Seix i el Camí del Solà. S'hi troba el Corral de la Serra de Mateu.